# Іванов Порфирій Корнійович
Порфи́рій Корні́йович Івано́в (20 лютого 1898, село Оріхівка, Лутугинський район, Луганська область — 10 квітня 1983, хутір Кондрюче, Свердловський район, Луганська область) — творець оздоровчої системи з низкою оригінальних ідей.

## Життєпис
Народився 20 лютого 1898 року в селі Оріхівці на Луганщині (Україна) в багатодітній родині шахтаря. Закінчив чотири класи церковно-парафіяльної школи, працював з 12 років, а з 15 — шахтарем.
25 квітня 1933 року (цю дату відзначають послідовники) прийшов до думки, що причина всіх хвороб — у відриві людини від природи. Ідея призвела до різкого повороту життя Іванова і початку експерименту — жити в єднанні з природою. Зокрема, він став зменшувати кількість одягу на тілі і через деякий час зумів жити цілий рік тільки в трусах.
У підсумку став знаменитий тим, що на собі поставив нечуваний в історії людства науковий експеримент. Порфирій Іванов п'ятдесят років свого життя в нашому суворому кліматі середньої смуги прожив в одних шортах. Він мешкав у Луганській області, де зима триває чотири місяці, а морози сягають до — 20 °C. При цьому Порфирій зняв з себе шапку, пальто, одяг, взуття. В снігу він міг ночувати протягом ночі. Цим своїм науковим подвигом він намагався довести людям, що навіть в таких суворих умовах людина може жити, не беручи нічого зайвого від природи, при цьому бути духовно і фізично здоровою людиною.

## Оздоровча система Іванова
Порфирій Іванов є автором «Оздоровчої системи Іванова», яка передбачає цілеспрямовану відмову від житла, одягу і всього рукотворного, тобто «жити в природі», а також системи оздоровлення «Дєтка».